# Annie Palmen

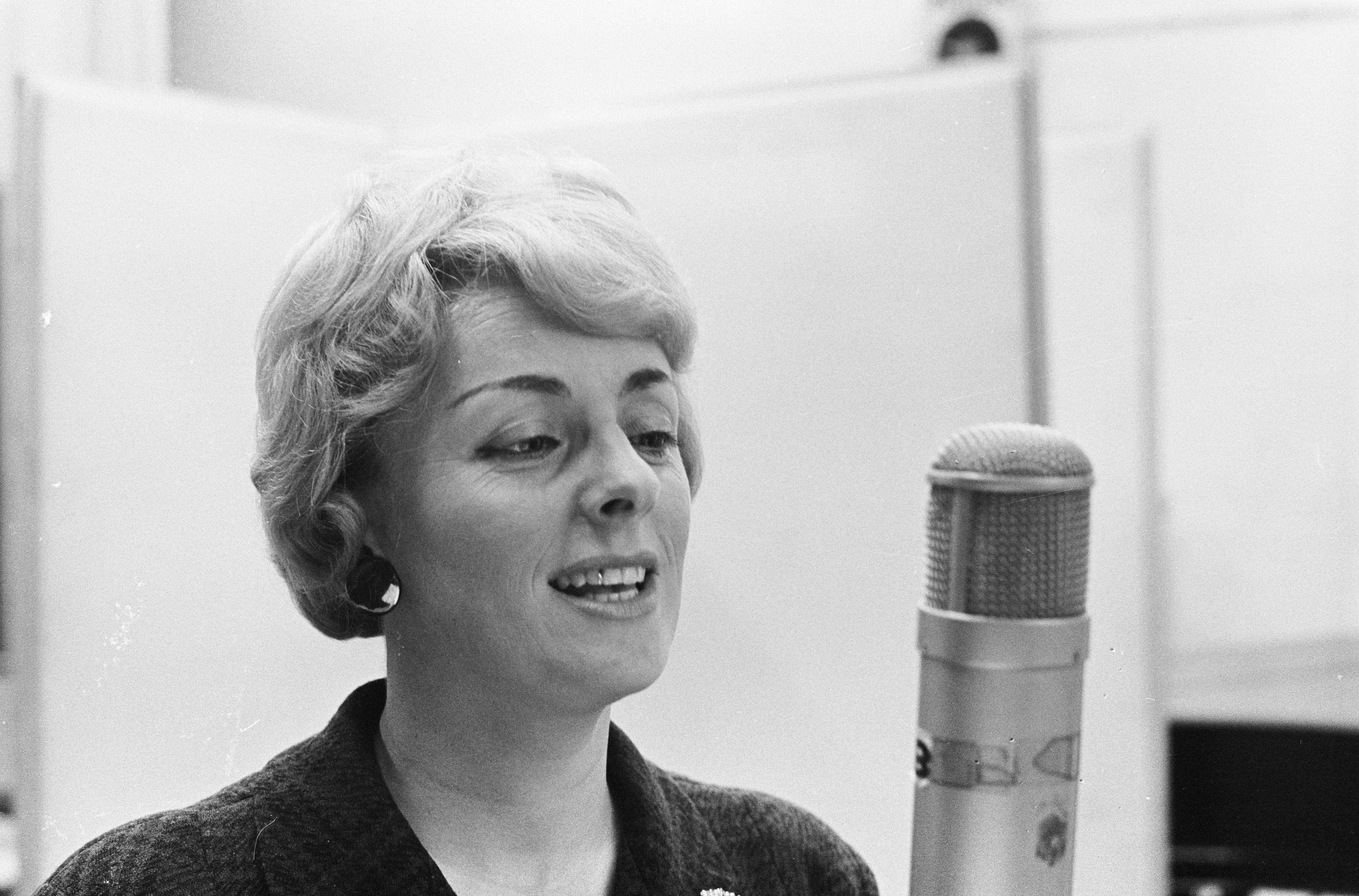
Annie Palmen bei einer Schallplattenaufnahme, 1963

Annie Palmen (* 19. August 1926 in IJmuiden; † 15. Januar 2000 in Beverwijk; eigentlich Anna Maria Palmen) war eine niederländische Sängerin.

## Leben
Palmen begann ihre musikalische Laufbahn im Alter von 15 Jahren als Sängerin eines hawaiischen Orchesters. Danach war sie Mitglied eines Cowboy-Trios und sang bei einem Tanzorchester in Haarlem. Der Gewinn eines Talentwettbewerbs des niederländischen Radiosenders KRO im Jahr 1948 öffnete ihr die Tür zu zahlreichen Radioauftritten bei den Sendern VARA, AVRO und KRO. 1958 gelang ihr mit dem Titel Ik zal je nooit meer vergeten ein erster Hiterfolg.
1960 nahm sie erstmals am Nationaal Songfestival, der niederländischen Vorentscheidung für den Eurovision Song Contest teil. Ebenso wie Rudi Carrell trat sie mit dem Lied Wat een geluk auf, die Fachjury gab aber ihrem Konkurrenten den Vorzug. Drei Jahre später wurde sie von der ausrichtenden Fernsehstation als einzige Kandidatin für die nationale Vorentscheidung ausgewählt, in der dann der von Pieter Goemans geschriebene Titel Een speeldoos zum Sieger gekürt wurde. Beim Eurovision Song Contest am 23. März 1963 in London musste sie dann wegen eines Musikerstreits ohne das niederländische Orchester antreten und blieb zusammen mit den Beiträgen aus Finnland, Norwegen und Schweden ohne Punkt.
Im September 1967 läutete sie mit der Fernsehserie De Boertjes van Buuten (KRO) eine neue Phase ihrer Karriere ein. Der Programmchef Kees Schilperoort hatte Palmen gebeten als Nachfolgerin von Annie de Reuver die Rolle der Drika, dem singenden Bauernmädchen, zu übernehmen. Palmen zögerte zunächst aus Angst, ihre Popularität zu verlieren. Jedoch wurden ihre Auftritte zu einem großen Erfolg. 1969 erreichte das zur Sendung veröffentlichte Album Goldstatus. Als die Show 1972 eingestellt wurde, kam auch das Karriereende für Palmen.
Am 15. Januar 2000 starb sie im Alter von 73 Jahren nach langer Krankheit.